# Câmara do Congresso Legislativo do Estado de São Paulo
A Câmara do Congresso Legislativo do Estado de São Paulo foi instalada em 8 de junho de 1891 e dissolvida em 11 de novembro de 1930, com um total de catorze legislaturas. 

## Origens
Com a primeira Constituição Federal da Republica, promulgada em 24 de fevereiro de 1891, os estados tinham autonomia para a organização do Poder Legislativo Estadual.
Em 14 de julho de 1891, a nova "Constituição Política" do Estado de São Paulo foi promulgada. Seu artigo 5º previa que o Poder Legislativo do Estado de São Paulo era exercido pelo Congresso Legislativo do Estado de São Paulo (1891-1930).
A Câmara do Congresso Legislativo do Estado de São Paulo foi instalado ao mesmo tempo que  o Senado do Congresso Legislativo do Estado de São Paulo em 8 de junho de 1891.

## Legislaturas
A lista completa das catorze legislaturas e dos respectivos deputados estaduais (com a sigla dos respectivos partidos) segue abaixo:

## 1ª Legislatura: de 1891 a 1892
- Alberto Kuhlmann (PRP)
- Antônio Cândido Rodrigues (PRP)
- Antônio Celestino dos Santos (PRP)
- Antônio Cerqueira Lima (PRP)
- Antônio Ferreira de Castilho (PRP)
- Antônio José Ferreira Braga (PRP)
- Antônio Manuel Alves (PRP)
- Antônio Manuel Bueno de Andrada (PRP)
- Artur Breves (PRP)
- Augusto César de Miranda Azevedo (PRP)
- Aureliano de Sousa Oliveira Coutinho (PRP)
- Cincinato César da Silva Braga (PRP)
- Domingos José Nogueira Jaguaribe (PRP)
- Eduardo Augusto Ribeiro Guimarães (PRP)
- Fábio de Mendonça Uchôa (PRP)
- Francisco Amaro (PRP)
- Francisco de Paula Oliveira Coutinho (PRP)
- Francisco Tomás de Carvalho (PRP)
- Gabriel Dias da Silva (PRP)
- João Batista de Morais (PRP)
- João Batista de Oliveira Penteado (PRP)
- Joaquim Gomes de Siqueira Reis (PRP)
- Joaquim Pinto da Silveira Cintra (PRP)
- José Cesário da Silva Bastos (PRP)
- José Ferraz de Assis Negreiros (PRP)
- José Francisco de Paula Novaes (PRP)
- José Hipolito da Silva Dutra (PRP)
- José Luiz Fláquer (PRP)
- José Maria Lisboa (PRP)
- Júlio César Ferreira de Mesquita (PRP)
- Manuel Antônio Gonçalves Bastos (PRP)
- Manuel Joaquim de Albuquerque Lins (PRP)
- Miguel Arcanjo Camarano (PRP)
- Olivério José Pilar (PRP)
- Paulino de Lima (PRP)
- Paulo Egídio de Oliveira Carvalho (PRP)
- Pedro Augusto Carneiro Lessa (PRP)
- Rivadávia da Cunha Correia (PRP)
- Teófilo Ribeiro de Andrade (PRP)
- Vicente de Carvalho (PRP)
- Adolfo Botelho de Abreu Sampaio (PRP)
- Antônio Alves da Costa Carvalho (PRP)
- Carlos Pais de Barros (PRP)
- Cesário Gabriel de Freitas (PRP)
- Horácio de Carvalho (PRP)
- João Alberto Sales (PRP)
- João Galeão Carvalhal (PRP)
- Lucas Monteiro de Barros (PRP)
- Uladislau Herculano de Freitas (PRP)
- Vitorino Gonçalves Camilo (PRP)

## 2ª Legislatura: de 1892 a 1894
- Alfredo Casimiro da Rocha (PRP)
- Alfredo Guedes (PRP)
- Alfredo Pujol (PRP)
- Álvaro Augusto da Costa Carvalho (PRP)
- Antônio Alves da Costa Carvalho (PRP)
- Antônio Francisco de Paula Sousa (PRP)
- Antônio José da Rocha (PRP)
- Carlos Gerke (PRP)
- Cesário Gabriel de Freitas (PRP)
- Emiliano Batista Soares (PRP)
- Ernesto de Castro Moreira (PRP)
- Fernando Prestes de Albuquerque (PRP)
- Francisco Fernandes de Barros Júnior (PRP)
- Francisco Filinto de Almeida (PRP)
- Francisco Xavier Pais de Barros (PRP)
- Gabriel Prestes (PRP)
- João Américo Soares Batista (PRP)
- João Antônio Pereira dos Santos (PRP)
- João de Faria (PRP)
- João Francisco Malta Júnior (PRP)
- João Galeão Carvalhal (PRP)
- Joaquim Floriano de Toledo (PRP)
- José Augusto Correia (PRP)
- José de Almeida Vergueiro (PRP)
- José de Silva Vergueiro (PRP)
- José Francisco de Paula Novaes (PRP)
- José Hermenegildo Pereira Guimarães (PRP)
- José Pereira de Queirós (PRP)
- Lucas Monteiro de Barros (PRP)
- Luís de Toledo Piza e Almeida (PRP)
- Manuel Antônio Gonçalves Bastos (PRP)
- Manuel Jacinto Domingues de Castro (PRP)
- Olivério José Pilar (PRP)
- Olimpio Rodrigues Pimentel (PRP)
- Rivadávia da Cunha Correia (PRP)
- Rodolfo Gastão Fernandes de Sá (PRP)
- Samuel Malfatti (PRP)
- Samuel Saúl (PRP)
- Uladislau Herculano de Freitas (PRP)
- Venceslau José de Oliveira Queiroz (PRP)
- Adolfo Botelho de Abreu Sampaio (PRP)

## 3ª Legislatura: de 1895 a 1897
- Alexandre Florindo Coelho (PRP)
- Alfredo Pujol (PRP)
- Álvaro Augusto da Costa Carvalho (PRP)
- Antônio Alves da Costa Carvalho (PRP)
- Antônio Gomes Nogueira Cobra (PRP)
- Antônio Martins Fontes Júnior (PRP)
- Arnolfo Rodrigues de Azevedo (PRP)
- Artur Prado de Queiros Telles (PRP)
- Augusto César de Miranda Azevedo (PRP)
- Benedito Castilho de Andrade (PRP)
- Carlos Augusto de Freitas Villalva (PRP)
- Carlos de Campos (PRP)
- Daniel Augusto Machado (PRP)
- Eduardo Garcia de Oliveira (PRP)
- Elpídio Gomes (PRP)
- Emídio José da Piedade (PRP)
- Estevam Marcolino de Figueiredo (PRP)
- Eugênio de Andrada Egas (PRP)
- Fernando Prestes de Albuquerque (PRP)
- Francisco de Assis Oliveira Braga (PRP)
- Francisco de Toledo Malta (PRP)
- Francisco Xavier Pais de Barros (PRP)
- Inácio Pereira da Rocha (PRP)
- João Baptista de Melo Peixoto (PRP)
- João Francisco Malta Júnior (PRP)
- João Galeão Carvalhal (PRP)
- João Rodrigues Guião (PRP)
- José Alvares Rubião (PRP)
- José Cardoso de Almeida (PRP)
- José da Costa Rangel Júnior (PRP)
- José de Almeida Vergueiro (PRP)
- José Francisco de Paula Novaes (PRP)
- José Pereira de Queirós (PRP)
- Júlio César Ferreira de Mesquita (PRP)
- Lucas Monteiro de Barros (PRP)
- Luís de Toledo Piza e Almeida (PRP)
- Manuel Bento Domingues de Castro (PRP)
- Oscar de Almeida (PRP)
- Pedro de Toledo (PRP)
- Rafael Augusto de Sousa Campos (PRP)
- Adolfo Coelho de Matos Barreto (PRP)
- Alberto Sarmento (PRP)
- João Álvares Rubião Júnior (PRP)
- João Antônio Pereira dos Santos (PRP)
- Manuel Pessoa de Siqueira Campos (PRP)
- Uladislau Herculano de Freitas (PRP)
- João Baptista de Melo Peixoto (PRP)
- Alfredo Pujol (PRP)

## 4ª Legislatura: de 1898 a 1900
- Alberto Carlos de Assunção (PRP)
- Alfredo Guedes (PRP)
- Alfredo Pujol (PRP)
- Amador Brandão Nogueira Cobra (PRP)
- Américo de Campos Sobrinho (PRP)
- Antônio Augusto Gomes Nogueira (PRP)
- Antônio de Morais Barros (PRP)
- Antônio de Pádua Sales (PRP)
- Antônio Martins Fontes Júnior (PRP)
- Arnolfo Rodrigues de Azevedo (PRP)
- Augusto César de Miranda Azevedo (PRP)
- Cândido Nanzianzeno Nogueira da Mota (PRP)
- Carlos Augusto de Freitas Villalva (PRP)
- Carlos Augusto Pereira Guimarães (PRP)
- Carlos Frederico Moreira Porto (PRP)
- Cristiano Costa (PRP)
- Cleofano Pitaguari de Araújo (PRP)
- Edgar Ferraz do Amaral (PRP)
- Eduardo Garcia de Oliveira (PRP)
- Emídio José da Piedade (PRP)
- Estevam Marcolino de Figueiredo (PRP)
- Eugênio de Andrada Egas (PRP)
- Francisco de Toledo Malta (PRP)
- João Álvares Rubião Júnior (PRP)
- João Francisco Malta Júnior (PRP)
- Joaquim Alvaro de Sousa Camargo (PRP)
- José Aristides Monteiro (PRP)
- José da Costa Rangel Júnior (PRP)
- José Leite de Sousa (PRP)
- José Manuel de Azevedo Marques (PRP)
- José Pereira de Queirós (PRP)
- José Valois de Castro (PRP)
- José Vicente de Azevedo (PRP)
- Júlio César da Costa Sampaio (PRP)
- Júlio César Ferreira de Mesquita (PRP)
- Luís de Toledo Piza e Almeida (PRP)
- Luís Nogueira Martins (PRP)
- Manuel Bento Domingues de Castro (PRP)
- Oscar de Almeida (PRP)
- Plínio de Godói Moreira e Costa (PRP)
- Francisco Martiniano da Costa Carvalho (PRP)
- Eduardo da Cunha Canto (PRP)

## 5ª Legislatura: de 1901 a 1903
- Alfredo Guedes (PRP)
- Alfredo Pujol (PRP)
- Álvaro Augusto da Costa Carvalho (PRP)
- Amando de Barros (PRP)
- Antônio Augusto Gomes Nogueira (PRP)
- Antônio de Morais Barros (PRP)
- Antônio de Pádua Sales (PRP)
- Antônio Martins Fontes Júnior (PRP)
- Antônio Mercado (PRP)
- Cândido Nanzianzeno Nogueira da Mota (PRP)
- Carlos Augusto de Freitas Villalva (PRP)
- Carlos Augusto Pereira Guimarães (PRP)
- Carlos de Campos (PRP)
- Carlos Frederico Moreira Porto (PRP)
- Cleofano Pitaguari de Araújo (PRP)
- Edgar Ferraz do Amaral (PRP)
- Eduardo da Cunha Canto (PRP)
- Emídio José da Piedade (PRP)
- Estevam Marcolino de Figueiredo (PRP)
- Eugênio de Andrada Egas (PRP)
- Gabriel Prestes (PRP)
- João Álvares Rubião Júnior (PRP)
- João Diogo Esteves da Silva (PRP)
- João Evangelista Rodrigues (PRP)
- João Nogueira Jaguaribe (PRP)
- João Pedro da Veiga Filho (PRP)
- João Rodrigues dos Santos (PRP)
- Joaquim Augusto de Sales (PRP)
- José Benedito Marcondes de Matos (PRP)
- José Cardoso de Almeida (PRP)
- José Pereira de Queirós (PRP)
- José Vicente de Azevedo (PRP)
- Júlio César da Costa Sampaio (PRP)
- Júlio César Ferreira de Mesquita (PRP)
- Luís de Sousa Leite Júnior (PRP)
- Manuel Bento Domingues de Castro (PRP)
- Oscar de Almeida (PRP)
- Pedro Arbues da Silva (PRP)
- Silvestre de Lima (PRP)
- Uladislau Herculano de Freitas (PRP)
- Isidoro José Ribeiro Campos (PRP)
- Antônio Álvares Lobo (PRP)
- Francisco Martiniano da Costa Carvalho (PRP)
- Luís Nogueira Martins (PRP)
- Uladislau Herculano de Freitas (PRP)

## 6ª Legislatura: de 1904 a 1906
- Abelardo de Cerqueira César (PRP)
- Amando de Barros (PRP)
- Antônio Álvares Lobo (PRP)
- Antônio Martins Fontes Júnior (PRP)
- Antônio Olimpio Rodrigues Vieira (PRP)
- Ataliba Leonel (PRP)
- Benedito Neto de Araújo (PRP)
- Carlos de Campos (PRP)
- Carlos Frederico Moreira Porto (PRP)
- Edgar Ferraz do Amaral (PRP)
- Emídio José da Piedade (PRP)
- Francisco Martiniano da Costa Carvalho (PRP)
- Frederico de Barros Brotero (PRP)
- João Álvares Rubião Júnior (PRP)
- João Evangelista Rodrigues (PRP)
- João Nogueira Jaguaribe (PRP)
- João Pedro da Veiga Filho (PRP)
- Joaquim Augusto de Barros Penteado (PRP)
- Joaquim Augusto de Sales (PRP)
- Joaquim Candido de Oliveira (PRP)
- Joaquim Rodrigues dos Santos (PRP)
- José Benedito Marcondes de Matos (PRP)
- José Bonifácio de Oliveira Coutinho (PRP)
- José de Freitas Vale (PRP)
- José Luiz Fláquer (PRP)
- José Vicente de Azevedo (PRP)
- Luís Antão da Silva Soares (PRP)
- Luís de Campos Maia (PRP)
- Luís de Sousa Leite Júnior (PRP)
- Luís Nogueira Martins (PRP)
- Manuel Bento Domingues de Castro (PRP)
- Manuel Aureliano de Gusmão (PRP)
- Mário Tavares Filho (PRP)
- Otávio da Silva Leme (PRP)
- Oscar de Almeida (PRP)
- Pedro Arbues da Silva (PRP)
- Plínio de Godói Moreira e Costa (PRP)
- Uladislau Herculano de Freitas (PRP)
- Vitor Marques da Silva Airosa (PRP)
- Washington Luís Pereira de Sousa (PRP)
- Domingos Antônio de Morais Filho (PRP)
- José Manuel de Azevedo Marques (PRP)
- Bernardino José de Campos Júnior (PRP)
- Antônio do Amaral César (PRP)

## 7ª Legislatura: de 1907 a 1909
- Carlos de Campos (1º distrito) (PRP)
- José Luiz Fláquer (1º distrito) (PRP)
- José Roberto Leite Penteado (1º distrito) (PRP)
- Júlio César Ferreira de Mesquita (1º distrito) (PRP)
- Vitor Marques da Silva Airosa (1º distrito) (PRP)
- Carlos Augusto Pereira Guimarães (2º distrito) (PRP)
- Lamartine Delamare Nogueira da Gama (2º distrito) (PRP)
- Luís Antão da Silva Soares (2º distrito) (PRP)
- Manuel Antônio Domingues de Castro (2º distrito) (PRP)
- Pedro Luís de Oliveira Costa (2º distrito) (PRP)
- Alfredo Casimiro da Rocha (3º distrito) (PRP)
- Antônio Martins Fontes Júnior (3º distrito) (PRP)
- Domingos Antônio de Morais Filho (3º distrito) (PRP)
- Francisco de Paula de Abreu Sodré (3º distrito) (PRP)
- Oscar de Almeida (3º distrito) (PRP)
- Cândido Nanzianzeno Nogueira da Mota (4º distrito) (PRP)
- Cornélio Vieira de Camargo (4º distrito) (PRP)
- João Martins de Melo Júnior (4º distrito) (PRP)
- Luís Nogueira Martins (4º distrito) (PRP)
- Pedro de Toledo (4º distrito) (PRP)
- Alfredo Pujol (5º distrito) (PRP)
- Antônio do Amaral César (5º distrito) (PRP)
- Ataliba Leonel (5º distrito) (PRP)
- Gabriel de Oliveira Rocha (5º distrito) (PRP)
- José de Freitas Vale (5º distrito) (PRP)
- Antônio Álvares Lobo (6º distrito) (PRP)
- Gustavo Pais de Barros (6º distrito) (PRP)
- José Pereira de Queirós (6º distrito) (PRP)
- Paulo de Almeida Nogueira (6º distrito) (PRP)
- Vicente Guilherme (6º distrito) (PRP)
- Abelardo de Cerqueira César (7º distrito) (PRP)
- Antônio Mercado (7º distrito) (PRP)
- Benedito Neto de Araújo (7º distrito) (PRP)
- Dario Sebastião de Oliveira Ribeiro (7º distrito) (PRP)
- Eduardo da Cunha Canto (7º distrito) (PRP)
- João Domingues Sampaio (8º distrito) (PRP)
- João Pedro da Veiga Filho (8º distrito) (PRP)
- Joaquim Augusto de Sales (8º distrito) (PRP)
- José de Vasconcelos Almeida Prado Júnior (8º distrito) (PRP)
- Mário Tavares (8º distrito) (PRP)
- Antônio de Morais Barros (9º distrito) (PRP)
- Bento Pereira Bueno (9º distrito) (PRP)
- Edgar Ferraz do Amaral (9º distrito) (PRP)
- José Bonifácio de Oliveira Coutinho (9º distrito) (PRP)
- Vicente Paulo de Almeida Prado (9º distrito) (PRP)
- Estevam Marcolino de Figueiredo (10º distrito) (PRP)
- Francisco Martins Ferreira Costa (10º distrito) (PRP)
- José Manuel de Azevedo Marques (10º distrito) (PRP)
- Manuel Aureliano de Gusmão (10º distrito) (PRP)
- Plínio de Godói Moreira e Costa (10º distrito) (PRP)
- Guilherme Vallim Alvares Rubião (10º distrito) (PRP)
- Manuel Bento Domingues de Castro (10º distrito) (PRP)
- Júlio Prestes de Albuquerque (10º distrito) (PRP)

## 8ª Legislatura: de 1910 a 1912
- Carlos de Campos (1º distrito) (PRP)
- José Luiz Fláquer (1º distrito) (PRP)
- José Roberto Leite Penteado (1º distrito) (PRP)
- Júlio César Ferreira de Mesquita (1º distrito) (PRP)
- Manuel Pedro Vilaboim (1º distrito) (PRP)
- Alfredo Alves de Oliveira Ramos (2º distrito) (PRP)
- Antônio Pereira da Silva Barros (2º distrito) (PRP)
- Francisco de Paula de Abreu Sodré (2º distrito) (PRP)
- Guilherme Vallim Alvares Rubião (2º distrito) (PRP)
- Pedro Luís de Oliveira Costa (2º distrito) (PRP)
- Antônio Martins Fontes Júnior (3º distrito) (PRP)
- Domingos Antônio de Morais Filho (3º distrito) (PRP)
- Eduardo Augusto Nogueira de Camargo (3º distrito) (PRP)
- José Vicente de Azevedo (3º distrito) (PRP)
- Oscar de Almeida (3º distrito) (PRP)
- João Martins de Melo Júnior (4º distrito) (PRP)
- Júlio Prestes de Albuquerque (4º distrito) (PRP)
- Luís Nogueira Martins (4º distrito) (PRP)
- Luís Pereira de Campos Vergueiro (4º distrito) (PRP)
- Pedro de Toledo (4º distrito) (PRP)
- Acacio Piedade (5º distrito) (PRP)
- Ataliba Leonel (5º distrito) (PRP)
- Gabriel de Oliveira Rocha (5º distrito) (PRP)
- José de Freitas Vale (5º distrito) (PRP)
- Olimpio Rodrigues Pimentel (5º distrito) (PRP)
- Antônio Álvares Lobo (6º distrito) (PRP)
- Gustavo Pais de Barros (6º distrito) (PRP)
- José Pereira de Queirós (6º distrito) (PRP)
- Paulo de Almeida Nogueira (6º distrito) (PRP)
- Virgílio de Araújo (6º distrito) (PRP)
- Abelardo de Cerqueira César (7º distrito) (PRP)
- Antônio Mercado (7º distrito) (PRP)
- Dario Sebastião de Oliveira Ribeiro (7º distrito) (PRP)
- Leônidas Arantes Barreto (7º distrito) (PRP)
- Rafael de Abreu Sampaio Vidal (7º distrito) (PRP)
- Cesário Ferreira de Brito Travassos (8º distrito) (PRP)
- João Domingues Sampaio (8º distrito) (PRP)
- João Pedro da Veiga Filho (8º distrito) (PRP)
- José Vasconcelos de Almeida Prado Júnior (8º distrito) (PRP)
- Mário Tavares (8º distrito) (PRP)
- Antônio de Morais Barros (9º distrito) (PRP)
- João Rodrigues Machado Pedrosa (9º distrito) (PRP)
- Joaquim Augusto Gomide (9º distrito) (PRP)
- José Bonifácio de Oliveira Coutinho (9º distrito) (PRP)
- Vicente Paulo de Almeida Prado (9º distrito) (PRP)
- Alfredo Pujol (10º distrito) (PRP)
- Antônio Carlos de Sales Júnior (10º distrito) (PRP)
- Elias da Rocha Barros (10º distrito) (PRP)
- Júlio César Cardoso (10º distrito) (PRP)
- Manuel Aureliano de Gusmão (10º distrito) (PRP)
- Fortunato Martins de Camargo Vagas abertas (PRP)
- Vitor Marques da Silva Airosa Vagas abertas (PRP)
- Vladimiro Augusto do Amaral Vagas abertas (PRP)
- Manuel Frederico Rodrigues de Andrade Vagas abertas (PRP)
- Alfredo Casimiro da Rocha Vagas abertas (PRP)
- Teófilo Ribeiro de Andrade Vagas abertas (PRP)
- Washington Luís Pereira de Sousa Vagas abertas (PRP)

## 9ª Legislatura: de 1913 a 1915
- Alfredo Pujol (1º distrito) (PRP)
- Carlos de Campos (1º distrito) (PRP)
- José Roberto Leite Penteado (1º distrito) (PRP)
- Manuel Pedro Vilaboim (1º distrito) (PRP)
- Washington Luís Pereira de Sousa (1º distrito) (PRP)
- Alfredo Alves de Oliveira Ramos (2º distrito) (PRP)
- Francisco de Paula de Abreu Sodré (2º distrito) (PRP)
- Guilherme Vallim Alvares Rubião (2º distrito) (PRP)
- José Pereira de Matos (2º distrito) (PRP)
- Pedro Luís de Oliveira Costa (2º distrito) (PRP)
- Alfredo Casimiro da Rocha (3º distrito) (PRP)
- Antônio Martins Fontes Júnior (3º distrito) (PRP)
- José Rodrigues Alves Sobrinho (3º distrito) (PRP)
- Oscar de Almeida (3º distrito) (PRP)
- Plínio de Godói Moreira e Costa (3º distrito) (PRP)
- Fortunato Martins de Camargo (4º distrito) (PRP)
- João Martins de Melo Júnior (4º distrito) (PRP)
- Júlio Prestes de Albuquerque (4º distrito) (PRP)
- Luís Nogueira Martins (4º distrito) (PRP)
- Luís Pereira de Campos Vergueiro (4º distrito) (PRP)
- Acacio Piedade (5º distrito) (PRP)
- Amando de Barros (5º distrito) (PRP)
- Ataliba Leonel (5º distrito) (PRP)
- Gabriel de Oliveira Rocha (5º distrito) (PRP)
- José de Freitas Vale (5º distrito) (PRP)
- Antônio Álvares Lobo (6º distrito) (PRP)
- Gustavo Pais de Barros (6º distrito) (PRP)
- José Pereira de Queirós (6º distrito) (PRP)
- Paulo de Almeida Nogueira (6º distrito) (PRP)
- Virgílio de Carvalho Pinto (6º distrito) (PRP)
- Abelardo de Cerqueira César (7º distrito) (PRP)
- Antônio Mercado (7º distrito)?
- Dario Sebastião de Oliveira Ribeiro (7º distrito) (PRP)
- Leônidas Arantes Barreto (7º distrito) (PRP)
- Teófilo Ribeiro de Andrade Filho (7º distrito) (PRP)
- João Domingues Sampaio (8º distrito) (PRP)
- José Vasconcelos de Almeida Prado Júnior (8º distrito) (PRP)
- Mário Tavares Filho (8º distrito) (PRP)
- Procópio de Araújo Carvalho (8º distrito) (PRP)
- Vladimiro Augusto do Amaral (8º distrito) (PRP)
- Antônio de Morais Barros (9º distrito) (PRP)
- João Rodrigues Machado Pedrosa (9º distrito) (PRP)
- Joaquim Augusto Gomide (9º distrito) (PRP)
- Manuel Frederico Rodrigues de Andrade (9º distrito) (PRP)
- Vicente Paulo de Almeida Prado (9º distrito) (PRP)
- Antônio Carlos de Sales Júnior (10º distrito) (PRP)
- Arlindo Alberto de Lima (10º distrito) (PRP)
- Elias da Rocha Barros (10º distrito) (PRP)
- Júlio César Cardoso (10º distrito) (PRP)
- Manuel Aureliano de Gusmão (10º distrito) (PRP)
- José Brenha Ribeiro Vagas abertas (PRP)
- Olavo de Queirós Guimarães Vagas abertas (PRP)
- José Vicente de Azevedo Vagas abertas (PRP)
- Rafael Galvão Prestes Vagas abertas (PRP)
- José de Alcântara Machado Vagas abertas (PRP)
- Erasmo Teixeira de Assunção Vagas abertas (PRP)

## 10ª Legislatura: de 1916 a 1918
- Américo de Campos (1º distrito) (PRP)
- Antônio da Silva Azevedo Júnior (1º distrito) (PRP)
- Ascânio Cerquera (1º distrito) (PRP)
- José de Alcântara Machado (1º distrito) (PRP)
- José Roberto Leite Penteado (1º distrito) (PRP)
- Alfredo Alves de Oliveira Ramos (2º distrito) (PRP)
- Francisco de Paula de Abreu Sodré (2º distrito) (PRP)
- Guilherme Vallim Alvares Rubião (2º distrito) (PRP)
- José Pereira de Matos (2º distrito) (PRP)
- Pedro Luís de Oliveira Costa (2º distrito) (PRP)
- Alfredo Casimiro da Rocha (3º distrito) (PRP)
- Claro César (3º distrito) (PRP)
- José Rodrigues Alves Sobrinho (3º distrito) (PRP)
- José Vicente de Azevedo (3º distrito) (PRP)
- Plínio de Godói Moreira e Costa (3º distrito) (PRP)
- Erasmo Teixeira de Assunção (4º distrito) (PRP)
- João Martins de Melo Júnior (4º distrito) (PRP)
- Júlio Prestes de Albuquerque (4º distrito) (PRP)
- Laurindo Dias Minhoto (4º distrito) (PRP)
- Luís Pereira de Campos Vergueiro (4º distrito) (PRP)
- Acacio Piedade (5º distrito) (PRP)
- Amando de Barros (5º distrito) (PRP)
- Ataliba Leonel (5º distrito) (PRP)
- Gabriel de Oliveira Rocha (5º distrito) (PRP)
- José de Freitas Vale (5º distrito) (PRP)
- Antônio Álvares Lobo (6º distrito) (PRP)
- Olavo de Queirós Guimarães (6º distrito) (PRP)
- Paulo de Almeida Nogueira (6º distrito) (PRP)
- Rafael Galvão Prestes (6º distrito) (PRP)
- Virgílio de Carvalho Pinto (6º distrito) (PRP)
- Abelardo de Cerqueira César (7º distrito) (PRP)
- Augusto Freire de Matos Barreto (7º distrito) (PRP)
- Dario Sebastião de Oliveira Ribeiro (7º distrito) (PRP)
- Francisco Tomás de Carvalho (7º distrito) (PRP)
- Teófilo Ribeiro de Andrade Filho (7º distrito) (PRP)
- Coriolano Ferraz do Amaral (8º distrito) (PRP)
- José Vasconcelos de Almeida Prado Júnior (8º distrito) (PRP)
- Mário Tavares (8º distrito) (PRP)
- Procópio de Araújo Carvalho (8º distrito) (PRP)
- Vladimiro Augusto do Amaral (8º distrito) (PRP)
- João Rodrigues Machado Pedrosa (9º distrito) (PRP)
- Joaquim Augusto Gomide (9º distrito) (PRP)
- José Trajano Marcondes Machado (9º distrito) (PRP)
- Manuel Frederico Rodrigues de Andrade (9º distrito) (PRP)
- Vicente Paulo de Almeida Prado (9º distrito) (PRP)
- Antônio Carlos de Sales Júnior (10º distrito) (PRP)
- Artur Pequerobi Aguiar Whitaker (10º distrito) (PRP)
- Gabriel de Andrade Junqueira (10º distrito) (PRP)
- João Pedro da Veiga Miranda (10º distrito) (PRP)
- Júlio César Cardoso (10º distrito) (PRP)
- Luís Rodolfo Miranda Vagas abertas (PRP)
- Francisco da Cunha Junqueira Vagas abertas (PRP)
- Rafael Correia de Sampaio Vagas abertas (PRP)
- Antônio Bias da Costa Bueno Vagas abertas (PRP)

## 11ª Legislatura: de 1919 a 1921
- Alfredo Egídio de Sousa Aranha (1º distrito) (PRP)
- Américo de Campos (1º distrito) (PRP)
- Antônio da Silva Azevedo Júnior (1º distrito) (PRP)
- José Adriano Marrey Júnior (1º distrito) (PRP)
- José de Alcântara Machado (1º distrito) (PRP)
- Alfredo Alves de Oliveira Ramos (2º distrito) (PRP)
- Antônio Bias da Costa Bueno (2º distrito) (PRP)
- Francisco de Paula de Abreu Sodré (2º distrito) (PRP)
- Guilherme Vallim Alvares Rubião (2º distrito) (PRP)
- José Pereira de Matos (2º distrito) (PRP)
- Alfredo Casimiro da Rocha (3º distrito) (PRP)
- Antônio da Gama Rodrigues (3º distrito) (PRP)
- Claro César (3º distrito) (PRP)
- José Rodrigues Alves Sobrinho (3º distrito) (PRP)
- Plínio de Godói Moreira e Costa (3º distrito) (PRP)
- Erasmo Teixeira de Assunção (4º distrito) (PRP)
- João Martins de Melo Júnior (4º distrito) (PRP)
- Júlio Prestes de Albuquerque (4º distrito) (PRP)
- Laurindo Dias Minhoto (4º distrito) (PRP)
- Luís Pereira de Campos Vergueiro (4º distrito) (PRP)
- Antônio Cardoso do Amaral (5º distrito) (PRP)
- Ataliba Leonel (5º distrito) (PRP)
- José de Freitas Vale (5º distrito) (PRP)
- Luís de Toledo Piza Sobrinho (5º distrito) (PRP)
- Luís Rodolfo Miranda (5º distrito) (PRP)
- Antônio Álvares Lobo (6º distrito) (PRP)
- Antônio Félix de Araújo Cintra (6º distrito) (PRP)
- Heitor Teixeira Penteado (6º distrito) (PRP)
- Rafael Galvão Prestes (6º distrito) (PRP)
- Virgílio de Carvalho Pinto (6º distrito) (PRP)
- Abelardo de Cerqueira César (7º distrito) (PRP)
- Augusto Freire de Matos Barreto (7º distrito) (PRP)
- Francisco Ferreira Alves (7º distrito) (PRP)
- Francisco Tomás de Carvalho (7º distrito) (PRP)
- Teófilo Ribeiro de Andrade Filho (7º distrito) (PRP)
- Fernando de Sousa Costa (8º distrito) (PRP)
- José Vasconcelos de Almeida Prado Júnior (8º distrito) (PRP)
- Luís Narciso Gomes (8º distrito) (PRP)
- Mário Tavares Filho (8º distrito) (PRP)
- Procópio de Araújo Carvalho (8º distrito) (PRP)
- Caio Simões (9º distrito) (PRP)
- João Rodrigues Machado Pedrosa (9º distrito) (PRP)
- Joaquim Augusto Gomide (9º distrito) (PRP)
- José Trajano Marcondes Machado (9º distrito) (PRP)
- Rui de Paula Sousa (9º distrito) (PRP)
- Artur Pequerobi Aguiar Whitaker (10º distrito) (PRP)
- Francisco da Cunha Junqueira (10º distrito) (PRP)
- Gabriel de Andrade Junqueira (10º distrito) (PRP)
- Júlio César Cardoso (10º distrito) (PRP)
- Rafael Correia de Sampaio (10º distrito) (PRP)
- Heitor Teixeira Penteado (Suplente) (PRP)

## 12ª Legislatura: de 1922 a 1924
- Alfredo Egídio de Sousa Aranha (1º distrito) (PRP)
- Américo de Campos (1º distrito) (PRP)
- Antônio da Silva Azevedo Júnior (1º distrito) (PRP)
- Armando da Silva Prado (1º distrito) (PRP)
- José Adriano Marrey Júnior (1º distrito) (PRP)
- José de Alcântara Machado (1º distrito) (PRP)
- Mário do Amaral (1º distrito) (PRP)
- Mário Graco Pinheiro Lima (1º distrito) (PRP)
- Roberto dos Santos Moreira (1º distrito) (PRP)
- Antônio Bias da Costa Bueno (2º distrito) (PRP)
- Deodato Wertheimer (2º distrito) (PRP)
- Francisco de Paula de Abreu Sodré (2º distrito) (PRP)
- José César de Oliveira Costa (2º distrito) (PRP)
- José Pereira de Matos (2º distrito) (PRP)
- Alfredo Casimiro da Rocha (3º distrito) (PRP)
- Antônio da Gama Rodrigues (3º distrito) (PRP)
- Augusto Meirelles Reis (3º distrito) (PRP)
- Claro César (3º distrito) (PRP)
- José Rodrigues Alves Sobrinho (3º distrito) (PRP)
- José de Almeida Sampaio Sobrinho (4º distrito) (PRP)
- José Soares Hungria (4º distrito) (PRP)
- Júlio Prestes de Albuquerque (4º distrito) (PRP)
- Laurindo Dias Minhoto (4º distrito) (PRP)
- Luís Pereira de Campos Vergueiro (4º distrito) (PRP)
- Ataliba Leonel (5º distrito) (PRP)
- Elias de Oliveira Rocha (5º distrito) (PRP)
- José Augusto Pereira de Resende (5º distrito) (PRP)
- José de Freitas Vale (5º distrito) (PRP)
- Luís de Toledo Piza Sobrinho (5º distrito) (PRP)
- Luís Rodolfo Miranda (5º distrito) (PRP)
- Ralfo Pacheco e Silva (5º distrito) (PRP)
- Antônio Álvares Lobo (6º distrito) (PRP)
- Antônio Félix de Araújo Cintra (6º distrito) (PRP)
- Olavo de Queirós Guimarães (6º distrito) (PRP)
- Rafael Galvão Prestes (6º distrito) (PRP)
- Virgílio de Carvalho Pinto (6º distrito) (PRP)
- Abelardo de Cerqueira César (7º distrito) (PRP)
- Francisco Ferreira Alves (7º distrito) (PRP)
- Leônidas Arantes Barreto (7º distrito) (PRP)
- Teófilo Ribeiro de Andrade Filho (7º distrito) (PRP)
- Vicente Dias Pinheiro (7º distrito) (PRP)
- Fernando de Sousa Costa (8º distrito) (PRP)
- José Vasconcelos de Almeida Prado Júnior (8º distrito) (PRP)
- Luís Narciso Gomes (8º distrito) (PRP)
- Procópio de Araújo Carvalho (8º distrito) (PRP)
- Samuel de Castro Neves (8º distrito) (PRP)
- Caio Simões (9º distrito) (PRP)
- Hilário Freire (9º distrito) (PRP)
- João Rodrigues Machado Pedrosa (9º distrito) (PRP)
- José Trajano Marcondes Machado (9º distrito) (PRP)
- Rui de Paula Sousa (9º distrito) (PRP)
- Tirso Queirolo Martins de Sousa (9º distrito) (PRP)
- Adalberto Bueno Neto (10º distrito) (PRP)
- André Martins de Andrade (10º distrito) (PRP)
- Antônio Olimpio Rodrigues Vieira (10º distrito) (PRP)
- Artur Pequerobi Aguiar Whitaker (10º distrito) (PRP)
- Francisco da Cunha Junqueira (10º distrito) (PRP)
- Gabriel de Andrade Junqueira (10º distrito) (PRP)
- Jacinto de Sousa (10º distrito) (PRP)
- Rafael Correia de Sampaio (10º distrito) (PRP)
- Antônio da Silva Prado Júnior (Suplente) (PRP)
- Bento de Abreu Sampaio Vidal (Suplente) (PRP)
- Eduardo Vergueiro de Lorena (Suplente) (PRP)
- Eugênio de Lima (Suplente) (PRP)
- Flamínio Ferreira Pinheiro Machado (Suplente) (PRP)
- Luís Augusto Pereira de Queirós (Suplente) (PRP)

## 13ª Legislatura: de 1925 a 1927
- Alfredo Egídio de Sousa Aranha (1º distrito) (PRP)
- Américo de Campos (1º distrito) (PRP)
- Antônio Augusto Covello (1º distrito) (PRP)
- Carlos Cyrillo Júnior (1º distrito) (PRP)
- João Carvalhal Filho (1º distrito) (PRP)
- João Carvalhal Filho (1º distrito) (PRP)
- José Adriano Marrey Júnior (1º distrito) (PRP)
- Orlando de Almeida Prado (1º distrito) (PRP)
- Rafael Arcanjo Gurgel (1º distrito) (PRP)
- Antônio Bias da Costa Bueno (2º distrito) (PRP)
- Deodato Wertheimer (2º distrito) (PRP)
- João Batista Rangel de Camargo (2º distrito) (PRP)
- José Alfredo Granadeiro Guimarães (2º distrito) (PRP)
- José César de Oliveira Costa (2º distrito) (PRP)
- Alfredo Marcondes Machado (3º distrito) (PRP)
- Antônio da Gama Rodrigues (3º distrito) (PRP)
- Carlos Varella (3º distrito) (PRP)
- José Pereira de Matos (3º distrito) (PRP)
- José Rodrigues Alves Sobrinho (3º distrito) (PRP)
- Francisco de Paula Bernardes Júnior (4º distrito) (PRP)
- José de Almeida Sampaio Sobrinho (4º distrito) (PRP)
- José Soares Hungria (4º distrito) (PRP)
- Laurindo Dias Minhoto (4º distrito) (PRP)
- Luís Pereira de Campos Vergueiro (4º distrito) (PRP)
- Antônio Cardoso do Amaral (5º distrito) (PRP)
- Armando da Silva Prado (5º distrito) (PRP)
- Eduardo Vergueiro de Lorena (5º distrito) (PRP)
- Flamínio Ferreira Pinheiro Machado (5º distrito) (PRP)
- José Augusto Pereira de Resende (5º distrito) (PRP)
- Luís Rodolfo Miranda (5º distrito) (PRP)
- Ralfo Pacheco e Silva (5º distrito) (PRP)
- Amadeu Gomes de Sousa (6º distrito) (PRP)
- Antônio Álvares Lobo (6º distrito) (PRP)
- Nicolau Asprino Júnior (6º distrito) (PRP)
- Olavo de Queirós Guimarães (6º distrito) (PRP)
- Virgílio de Carvalho Pinto (6º distrito) (PRP)
- Eugênio de Lima (7º distrito) (PRP)
- Francisco Ferreira Alves (7º distrito) (PRP)
- Leônidas Arantes Barreto (7º distrito) (PRP)
- Teófilo Ribeiro de Andrade Filho (7º distrito) (PRP)
- Fernando de Sousa Costa (8º distrito) (PRP)
- João Procópio de Araújo Carvalho Sobrinho (8º distrito) (PRP)
- José Vasconcelos de Almeida Prado Júnior (8º distrito) (PRP)
- Oscar Ulson (8º distrito) (PRP)
- Samuel de Castro Neves (8º distrito) (PRP)
- Bento de Abreu Sampaio Vidal (9º distrito) (PRP)
- Caio Simões (9º distrito) (PRP)
- Dagoberto de Padua Sales (9º distrito) (PRP)
- Hilário Freire (9º distrito) (PRP)
- Plínio de Carvalho (9º distrito) (PRP)
- Tirso Queirolo Martins de Sousa (9º distrito) (PRP)
- André Martins de Andrade (10º distrito) (PRP)
- Antônio da Silva Prado Júnior (10º distrito) (PRP)
- Antônio Olimpio Rodrigues Vieira (10º distrito) (PRP)
- Artur Pequerobi Aguiar Whitaker (10º distrito) (PRP)
- Francisco da Cunha Junqueira (10º distrito) (PRP)
- Jacinto de Sousa (10º distrito) (PRP)
- José Arantes Junqueira (10º distrito) (PRP)
- Rafael Correia de Sampaio (10º distrito) (PRP)
- Menotti del Picchia (Suplente) (PRP)
- Mário Rolim Teles (Suplente) (PRP)
- Mário Tavares Filho (Suplente) (PRP)
- João Maurício de Sampaio viana (Suplente) (PRP)
- Paulo de Oliveira Setubal (Suplente) (PRP)
- Samuel Baccarat (Suplente) (PRP)
- Rafael Luis Pereira de Sousa (Suplente) (PRP)
- Eetulain Autran (Suplente) (PRP)
- Spencer Vampré (Suplente) (PRP)

## 14ª Legislatura: de 1928 a 1930
- Alberto Cintra (1º distrito) (PRP)
- Antônio Ezequiel Feliciano da Silva (1º distrito)PD
- Armando da Silva Prado (1º distrito) (PRP)
- Carlos Cyrillo Júnior (1º distrito) (PRP)
- Luciano Gualberto (1º distrito) (PRP)
- Luís Barbosa da Gama Cerqueira (1º distrito) (PRP)
- Orlando de Almeida Prado (1º distrito) (PRP)
- Rafael Arcanjo Gurgel (1º distrito) (PRP)
- Raul de Frias Sá Pinto (1º distrito) (PRP)
- Antônio Augusto Gomes Nogueira (2º distrito) (PRP)
- Deodato Wertheimer (2º distrito) (PRP)
- Eucario Rebouças de Carvalho (2º distrito) (PRP)
- José Alfredo Granadeiro Guimarães (2º distrito) (PRP)
- Luís Silveira (2º distrito) (PRP)
- Alfredo Marcondes Machado (3º distrito) (PRP)
- Eetulain Autran (3º distrito) (PRP)
- João Batista Rangel de Camargo (3º distrito) (PRP)
- José Rodrigues Alves Sobrinho (3º distrito) (PRP)
- Plínio Salgado (3º distrito) (PRP)
- Euclides de Oliveira (4º distrito) (PRP)
- Francisco de Paula Bernardes Júnior (4º distrito) (PRP)
- José de Almeida Sampaio Sobrinho (4º distrito) (PRP)
- José Soares Hungria (4º distrito) (PRP)
- Paulo de Oliveira Setubal (4º distrito) (PRP)
- Eduardo Vergueiro de Lorena (5º distrito) (PRP)
- Flamínio Ferreira Pinheiro Machado (5º distrito) (PRP)
- Jaime Leonel (5º distrito) (PRP)
- João Baptista de Mello Peixoto Filho (5º distrito) (PRP)
- Leônidas Arantes Barreto (5º distrito) (PRP)
- Luís de Toledo Piza Sobrinho (5º distrito) (PRP)
- Luís Rodolfo Miranda (5º distrito) (PRP)
- Enéas César Ferreira (6º distrito) (PRP)
- Luís Augusto de Queirós Aranha (6º distrito)PD
- Olavo de Queirós Guimarães (6º distrito) (PRP)
- Virgílio de Carvalho Pinto (6º distrito) (PRP)
- Zeferino Alves do Amaral (6º distrito) (PRP)
- Antônio Candido de Oliveira Filho (7º distrito) (PRP)
- Eugênio de Lima (7º distrito) (PRP)
- Joaquim Augusto Ribeiro do Vale Filho (7º distrito) (PRP)
- Menotti del Picchia (7º distrito) (PRP)
- Vicente Dias Pinheiro (7º distrito)PD
- João Domingues Sampaio (8º distrito) (PRP)
- João Procópio de Araújo Carvalho Sobrinho (8º distrito) (PRP)
- Marcelo Schimidt (8º distrito) (PRP)
- Mário Tavares Filho (8º distrito) (PRP)
- Pedro Krahenbuhl (8º distrito)PD
- Alfredo Ellis (9º distrito) (PRP)
- Caio Simões (9º distrito) (PRP)
- Dagoberto de Padua Sales (9º distrito) (PRP)
- Hilário Freire (9º distrito) (PRP)
- Manuel de Lacerda Franco (9º distrito) (PRP)
- Plínio de Carvalho (9º distrito) (PRP)
- André Martins de Andrade (10º distrito) (PRP)
- Artur Pequerobi Aguiar Whitaker (10º distrito) (PRP)
- Francisco da Cunha Junqueira (10º distrito) (PRP)
- Jacinto de Sousa (10º distrito) (PRP)
- Jorge Americano (10º distrito) (PRP)
- Rafael Luis Pereira de Sousa (10º distrito) (PRP)
- Silvio Ribeiro da Silva (10º distrito) (PRP)
- Zoroastro de Gouveia (10º distrito)PD
- Manuel Hipolito do Rego (Suplente) (PRP)
- João Ferreira da Silva (Suplente) (PRP)
- Nelson de Andrade Coutinho (Suplente) (PRP)
- Raul da Rocha Medeiros (Suplente) (PRP)
- Dagoberto de Padua Sales (Suplente) (PRP)
- Valentim Gentil (Suplente) (PRP)
- Raul Jordão de Magalhães (Suplente) (PRP)
- Antônio Simões de Carvalho (Suplente) (PRP)
- Irineu Penteado (Suplente) (PRP)
- João Batista Gomes Ferraz (Suplente) (PRP)

## Dissolução
Com a Revolução de 1930, o chefe do Governo Provisório decreta o fechamento e a dissolução de todos os poderes locais, incluindo o Câmara do Congresso Legislativo do Estado de São Paulo (Decreto n.º 19.398, de 11 de novembro de 1930).